# Glonium abbreviatum
Glonium abbreviatum är en svampart som först beskrevs av Ludwig David von Schweinitz, och fick sitt nu gällande namn av M.L. Lohman 1937. Glonium abbreviatum ingår i släktet Glonium och familjen Hysteriaceae.   Inga underarter finns listade i Catalogue of Life.